# Trattato di Batumi
Il trattato di Batumi è stato un trattato di pace tra la Prima Repubblica di Armenia e l'Impero ottomano, firmato a Batumi il 4 giugno 1918. È stato il primo trattato della Prima Repubblica di Armenia. Esso consisteva di 14 articoli. Gli ottomani mantenevano il controllo del Governatorato del Caucaso sud-occidentale. Il trattato, contestato dal generale armeno Andranik Toros Ozanian, provocò la caduta del governo della Federazione Rivoluzionaria Armena (Dashnakzutyun).
Il trattato è stato firmato mentre l'esercito ottomano era attestato a 7 km da Erevan, ed a soli 10 km da Echmiadzin. Il trattato dovette essere esaminato e confermato dagli Imperi Centrali. Quindici giorni dopo il trattato, delegati provenienti dall'Armenia furono invitati a Costantinopoli. Nel territorio ceduto la maggior parte degli 1.250.000 abitanti pre-guerra erano armeni, con più di 400.000 nel solo settore ceduto della provincia di Erevan.
Il generale Andranik rifiutò di accettare il trattato di Batumi. Andranik e i suoi uomini continuarono la resistenza, arroccandosi sui monti e dichiarando un nuovo stato chiamato Repubblica dell'Armenia montanara. Nel corso del 1918, le loro attività si concentrarono presso la zona del Zanghezur-Karabakh, territorio che costituiva il legame tra l'Impero ottomano e la sua alleata Repubblica Democratica di Azerbaigian.

## Firmatari
- Avetis Aharonyan, Presidente dell'Armenia.
- Alexander Khatisyan, ministro degli affari esteri armeno.
- M. Babachanian
- Ghorghanian